# Генпентаконтасеребротетрадекаэрбий
Генпентаконтасеребротетрадекаэрбий — бинарное неорганическое соединение, интерметаллид
эрбия и серебра
с формулой Ag51Er14,
кристаллы.

## Получение
- Сплавление стехиометрических количеств чистых веществ:

{\displaystyle {\mathsf {14Er+51Ag\ {\xrightarrow {930^{o}C}}\ Ag_{51}Er_{14}}}}

## Физические свойства
Генпентаконтасеребротетрадекаэрбий образует кристаллы
гексагональной сингонии, пространственная группа P 6/m, параметры ячейки a = 1,2594 нм, c = 0,9236 нм, Z = 1,
структура типа тетрадекагадолинийгенпентаконтасеребра Gd14Ag51
.
Соединение конгруэнтно плавится при температуре 930°C
и имеет область гомогенности 21,5÷25 ат.% эрбия.